# Morti nel 1251
| Questa pagina contiene informazioni ricavate automaticamente dalle voci biografiche con l'ausilio del template Bio e di un bot. L'aggiornamento è periodico e automatico e ricostruisce completamente la pagina. Se manca una persona in questa lista, sei pregato di non aggiungerla, ma accertati piuttosto che la sua voce biografica contenga il template Bio e che i dati anagrafici siano correttamente compilati. Se il template Bio manca, inseriscilo tu stesso o, in alternativa, metti l'avviso {{tmp\|Bio}} che ne segnala la mancanza. Se i dati riportati sono sbagliati, correggi direttamente la voce biografica; le modifiche saranno visibili in questa lista entro pochi giorni. Per chiarimenti vedi il progetto biografie. La lista contiene solo le 23 persone che sono citate nell'enciclopedia e per le quali è stato implementato correttamente il template Bio. Pagina aggiornata al 10 ago 2025. |

- 9 febbraio - Mattia II di Lorena, duca francese
- 22 febbraio - William II de Cantilupe, nobile inglese
- 27 febbraio - Tommaso I d'Aquino, politico e generale italiano
- 6 marzo - Rosa da Viterbo, religiosa e santa italiana (n. 1233)
- 19 marzo - Andrea Gallerani, religioso italiano
- 31 marzo - Guglielmo di Modena, cardinale, vescovo cattolico e diplomatico italiano
- 23 maggio - Bertoldo di Andechs-Merania, patriarca cattolico tedesco (n. 1180)
- 6 giugno - Guglielmo III di Dampierre, conte (n. 1224)
- 5 luglio - Maria di Lusignano, contessa (n. 1215)
- 12 ottobre - Iolanda d'Ungheria, regina
- Alice di Vergy, nobile francese (n. 1182)
- Guglielmo Contardi, vescovo cattolico italiano
- Rinaldo d'Este, nobile italiano (n. 1230)
- Guglielmo Gisalberti, vescovo cattolico italiano
- Godan Khan, condottiero mongolo (n. 1206)
- Isobel di Huntingdon, nobile scozzese (n. 1199)
- Petronilla di Bigorre, nobile francese
- Nicola Porta, patriarca cattolico italiano
- Taddeo I da Montefeltro, condottiero italiano (n. 1180)
- Adelaide da Romano, nobildonna italiana
- Fujiwara no Takasuke, poeta giapponese
- Fujiwara no Toshinari no Musume, poetessa giapponese (n. 1171)
- Alam al-Din al-Hanafi, matematico, astronomo e ingegnere arabo (n. 1178)